# Ca l'Artau (Vidreres)
Ca l'Artau és un habitatge a la vila de Vidreres (Selva). L'immoble consta de dues plantes. La planta baixa, recull dues obertures, com són, per una banda, el portal d'accés, de llinda monolítica de grans dimensions, conformant un arc pla, amb muntants de pedra, i el dintell recull una inscripció que al·ludeix a la data de construcció o reforma de l'edifici, 1758. Mentre que per l'altra, una finestra rectangular, de llinda monolítica i muntants de pedra. Pel que fa al primer pis, aquest també disposa de dues obertures de similar tipologia, és a dir, rectangulars, amb llinda monolítica, conformant un arc pla, muntants de pedra i ampit treballat. Finalment, la casa està coberta amb una teulada a dues aigües.